# بارب هونچاک
بارب هونچاک (انگلیسی: Barb Honchak؛ زادهٔ ۳۰ اوت ۱۹۷۹) ورزشکار هنرهای رزمی ترکیبی اهل ایالات متحده آمریکا است. وی بین سال‌های ۲۰۰۷ تا ۲۰۱۸ میلادی فعالیت می‌کرد.